# Jesper Groth
Jesper Groth (Ærøskøbing, 31 januari 1989) is een Deense acteur en zanger. Hij is bekend vanwege zijn rollen in de films Muskelsvindler (2017) en Journal 64 (2018), en in de televisieseries Idioten (2017) en Klaphat (2018). Hij nam als deel van het duo Fyr & Flamme deel aan het Eurovisiesongfestival van 2021 in de Nederlandse stad Rotterdam, met het nummer Øve os på hinanden.

## Filmografie

### Films
- 2017: Muskelsvindler
- 2018: Journal 64[1]
- 2020: Hvor kragerne vender

### Televisieseries
- 2016: Yes No Maybe
- 2017: Idioten
- 2018: Klaphat
- 2018: Sygeplejeskolen
- 2019: Parterapi